# Emilio Ambasz

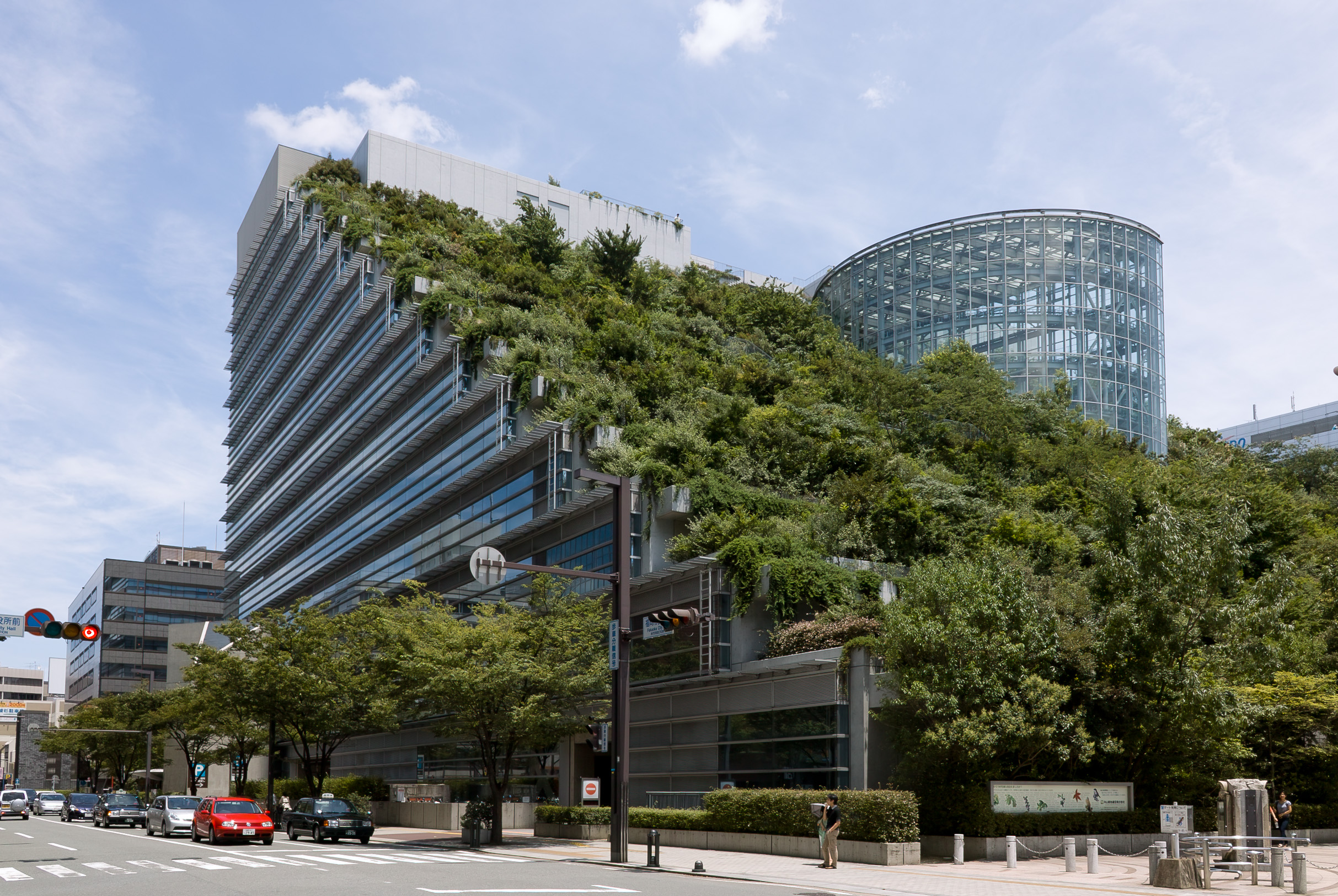
Design feito por Emílio Ambasz: "ACROS Fukuoka Foundation" em Fukuoka, Japão.

Emílio Ambasz (Argentina, 1943) é um designer e arquitecto.

## Biografia
Estudou na Universidade de Princeton, onde se formou em Arquitectura. Posteriormente foi professor. Entre 1970 e 1976 trabalhou no Museu de Arte Moderna de Nova Iorque onde instalou e dirigiu várias exposições sobre arquitectura e design industrial. 
Entre 1970 e 1976 foi curador do Departamento de Arquitectura e Desenho do Museu de Arte Moderna de Nova York. Ministrou cursos na Hochschule fur Gestaltung de Ulm, Alemanha, assim como em distintas universidades dos Estados Unidos. Actualmente Ambasz reside entre Nova York e Milão.
En 1997, propôs doar sua primeira obra ao seu país natal: o Polo Sur Cultural de Buenos Aires, integrando o Museo de Arte Moderno e o Museo del Cine mediante a ampliação de um antigo depósito construído para a Nobleza Piccardo. Depois de anos paralisado, sua proposta começou a construir-se no ano de 2007 e foi inaugurada parcialmente em 2010. Na atualidade, a obra continua.
Emílio Ambasz detém numerosas patentes de design industrial, e desde 1980 é o Consultor-Chefe de Design da empresa Cummins Engine Co..

## Exposições
- 3 de Outubro  de 1995 a 5 de Novembro de 1995 - Galleria Comunale d'Arte Moderna, Bolonha, Itália.

- 20 de Dezembro de 1994 a 13 de Fevereiro de 1995 - Triennale di Milano,  Milão, Itália.
- 13 de Janeiro de 1994 a 20 de Fevereiro de 1994 - Centro Cultural Arte Contemporaneo,  Cidade do México, México.
- 24 de Abril de 1993 a 27 de Junho de 1993 - Institute of Contemporary Art at Tokyo Station, Tóquio, Japão.
- 27 de Abril de 1991 a 23 de Junho de 1991 - Des Moines Art Center, Des Moines, Estados Unidos da América.
- 9 de Setembro de 1990 a 11 de Novembro de 1990 - Laumeier Sculpture Park, Saint Louis, Estados Unidos da América.
- 1 de Maio de 1990 a 2 de Julho de 1990 - The Art Institute of Chicago, Chicago, Estados Unidos da América.
- 1 de Outubro de 1989 a 6 de Janeiro de 1990 - Musée des Arts Decoratifs de Montreal, Montreal, Canadá.
- 11 de Junho a 6 de Agosto de 1989 - La Jolla Museum of Contemporary Art, La Jolla, Estados Unidos da América.
- 9 de Fevereiro a 4 de Abril de 1989 - The Museum of Modern Art, Nova Iorque, Estados Unidos da América.
- Verão de 1987 - Centre of Contemporary Art, Bordéus, França.
- 1986 - Institute of Contemporary Art of Geneva, Genebra, Suiça.
- 1 de Abril a 6 de Maio de 1985 - AXIS Design and Architecture Gallery, Tóquio, Japão.

## Premiações
- Prémio Konex de Platino 1992: Desenho Industrial, 1982: Desenho.
- Prémio Internacional de Arquitectura Progressiva, 1985.

## Bibliografía

### Obras de Emilio Ambasz
- Emilio Ambasz, Italy: The New Domestic Landscape : Achievements and Problems of Italian Design, Museum of Modern Art, 1972, 430 p. (ISBN 978-0-87070-393-5)
- Emilio Ambasz, The architecture of Luis Barragán, Museum of Modern Art, 1976, 128 p. (ISBN 978-0-87070-233-4)
- Emilio Ambasz, The Taxi Project : Realistic Solutions for Today, Museum of Modern Art, 1976, 160 p. (ISBN 978-0-87070-277-8)

### Obras sobre Emilio Ambasz
- Mario Bellini y Emilio Ambasz, Emilio Ambasz: the Poetics of the Pragmatic : Architecture, Exhibit, Industrial and Graphic Design, Rizzoli, 1988, 334 p. (ISBN 978-0-8478-0967-7)
- Peter Buchanan, Emilio Ambasz, Tadao Andō y Fumihiko Maki, Inventions : The Reality of the Ideal, Rizzoli, 1992, 360 p. (ISBN 978-0-8478-1607-1)
- Terence Riley, Tadao Andō et Emilio Ambasz, Emilio Ambasz : Natural Architecture : Artificial Design, Electa, 2001, 455 p. (ISBN 978-88-435-7814-6)
- Jerrilynn Denise Dodds, Michael Sorkin et Emilio Ambasz, Analyzing Ambasz, Monacelli Press, 2004, 208 p. (ISBN 978-1-58093-135-9)
- Fulvio Irace, Paolo Portoghesi et Emilio Ambasz, Emilio Ambasz : A Technological Arcadia, Skira, 2004, 287 p. (ISBN 978-88-8491-823-9)
- Michele Alassio, Peter Buchanan et Emilio Ambasz, Emilio Ambasz : Casa de Retiro Espiritual, Skira, 2005, 175 p. (ISBN 978-88-7624-336-3)